# QBasic
QBasic是BASIC（Beginner's All-purpose Symbolic Instruction Code，初學者通用指令代碼）語言的一個變種，由美國微軟公司開發，1991年隨MS-DOS 5.0推出。它不能被編譯成獨立的可執行文件，來源代碼在整合開發環境（IDE）中先被編譯成中間代碼，然後中間代碼在IDE中被解析後執行。它被設計用來代替GW-BASIC，並被置入在MS-DOS 5.0及其更高版本（包括Windows 95）中。QBasic源自於微軟稍早推出的QuickBASIC 4.5，但去掉了後者的編譯和連接部分。
微軟在較新版本的Windows中不再置入QBasic。不過Windows 98的用戶可以在光盤的\TOOLS\OLDMSDOS目錄中找到它，在Windows 95的光盤中，它存放在\OTHER\OLDMSDOS目錄中。微軟網站對它的技術支持只對MS-DOS的授權用戶有效。
QBasic擁有一個值得稱道的整合式開發環境和一個功能強大的整合調試器，這一切在那個時代讓人耳目一新。

## 语法
和Quick BASIC类似而又不同于微软其他BASIC的早期实现版本的是，QBasic是一种结构化的编程语言。和GW-BASIC相比，QBasic的主要改进是：
- 扩充了变量和常量的类型
  - 变量名长度：40个字符　　　　　　　　　
  - 增加了长整型、定长字符型变量　　　　　　　　　
  - 可定义数值常量、字符串常量
- 提供了新的选择结构　　　　　　　　　 
  - 条件语句
　　IF　 <条件>　 THEN
　　 　 <语句组1>
　　ELSE
　　 　 <语句组2>
　　END IF
  - 多分支语句SELECT
- 改进了循环结构
增加以下两个循环语句：
  - WHILE循环
　 WHILE <条件>
　　 <循环体>
　 WEND
  - DO循环
　 DO WHILE <条件>
　　 <循环体>
　 LOOP
- 子程序和函数作为单独的模块
- 不需要行号，雖然依舊支援行號的使用。

## 代码示例
Hello, World!程序
```
print
 
"Hello, World!"

```

简单的运算
```
let
 
A
=
10

let
 
B
=
20

let
 
C
=
A
+
B

Print
 
C

```

可以进行交互加法的运算
```
input
 
"a="
;
a

input
 
"b="
;
b

let
 
c
=
a
+
b

print
 
c

```

对于其他运算，只要将运算符号改变并添加其他需要的自变量即可

## 绘制一个图形
绘制出一条斜线
```
screen
 
1

line
 
(
10
,
10
)
-
(
20
,
20
)

```

其中的数字可以更改。同样也可以使用这个语句来绘制矩形或者点
绘制一个空心圆形
```
screen
 
1

CIRCLE
 
(
10
,
10
),
10

```

其中，在括号内的数字代表圆心的位置，逗号后的数字是圆形半径

## 快捷键
Ctrl+Break：中断正在运行的程序；

F5：继续运行被中断的程序；

⇧ Shift+F5：从第一条语句开始重新运行程序；

F4：当程序中断运行时，查看运行结果屏幕，再按一次F4则切换回代码屏幕；

F1：获得帮助。